# Parti Rhinocéros (2006)
Cet article concerne le parti créé en 2006. Pour le parti créé en 1963, voir Parti Rhinocéros (1963-1993).
 (mars 2023).
Si vous disposez d'ouvrages ou d'articles de référence ou si vous connaissez des sites web de qualité traitant du thème abordé ici, merci de compléter l'article en donnant les références utiles à sa vérifiabilité et en les liant à la section « Notes et références ».
Le Parti Rhinocéros, connu à sa re-création sous le nom de neorhino.ca, est un parti politique canadien humoristique. Il est fondé à Montréal le 21 mai 2006, reconnu par Élections Canada comme admissible pour enregistrement le 16 août 2007 et enregistré comme parti politique le 23 août 2007. Le nom actuel du parti est adopté en 2010, se faisant le successeur du Parti Rhinocéros des années 1960 à 1990.
Le terme Parti Neorhino a été utilisé lors des campagnes et il apparaissait également sur les bulletins de vote.
Le parti a été fondé par François Gourd, autrefois figure importante de l'ancien Parti Rhinocéros (dont tous les membres avaient le statut de vice-président). Il a déclaré que le nom du parti provenait de l'ancien parti Rhinocéros et du personnage de Néo, du film La Matrice. Gourd a été le chef de 2007 à 2014. Sébastien Corriveau a été chef de 2014 à 2024.
Le parti promet, tout comme son prédécesseur, de ne tenir aucune de ses promesses électorales, sauf celle de démissionner s'il est élu. Parmi ces promesses, le désarmement des militaires et les remplacer par des fusils à peinture, repeindre La Havane, "construire une grande toile pour refermer le trou de la couche d'ozone", donner le droit de vote aux animaux domestiques canadiens, construire un mur pour bloquer le Saint-Laurent et retrouver la mer de Champlain, construire un toit au-dessus du Québec et y mettre une forêt pour filtrer la pollution.

## Participation aux élections

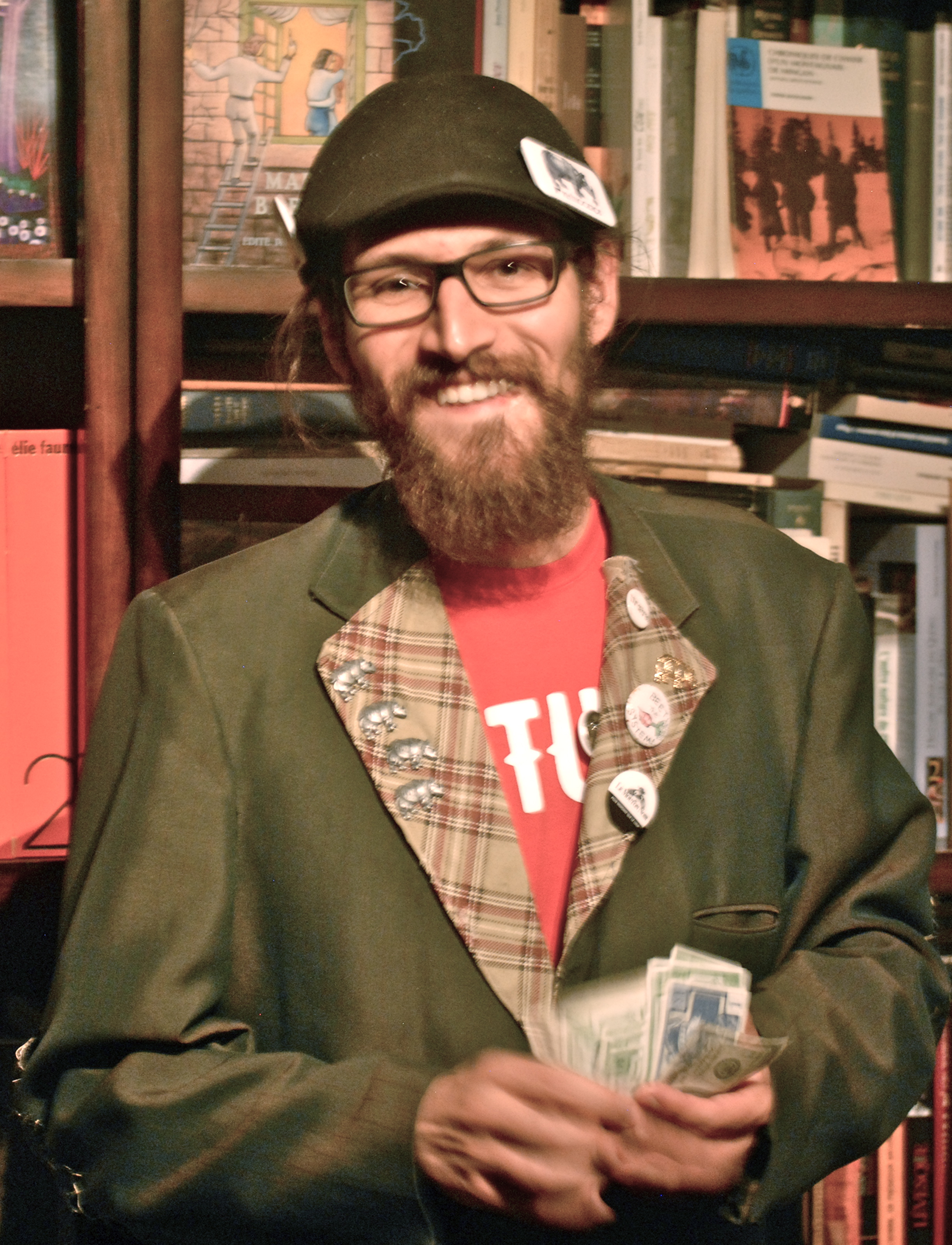
Sébastien CoRhino Corriveau, chef du Parti Rhinocéros de 2014 à 2024, lors de sa campagne de 2019 dans la circonscription de Québec.

Lors des élections générales du 2 mai 2011, le parti rhinocéros présente quatorze candidats au Canada.
Lors des élections générales du 19 octobre 2015, le Parti Rhinocéros présente 27 candidats au Canada : 
Lors des élections générales du 21 octobre 2019, le Parti Rhinocéros présenta 39 candidats au Canada.

## Résultats
| Élection | # de candidats | # de votes | % du vote | # de sièges aux Communes |
| -------- | -------------- | ---------- | --------- | ------------------------ |
| 2008     | 7              | 2263       | 0         | 0                        |
| 2011     | 14             | 3 819      | 0.03      | 0                        |
| 2015     | 27             | 7 349      | 0.04      | 0                        |
| 2019     | 40             | 9 566      | 0.1       | 0                        |
| 2021     | 27             | 6,085      | 0.04      | 0                        |